# Dagmar Berghoff

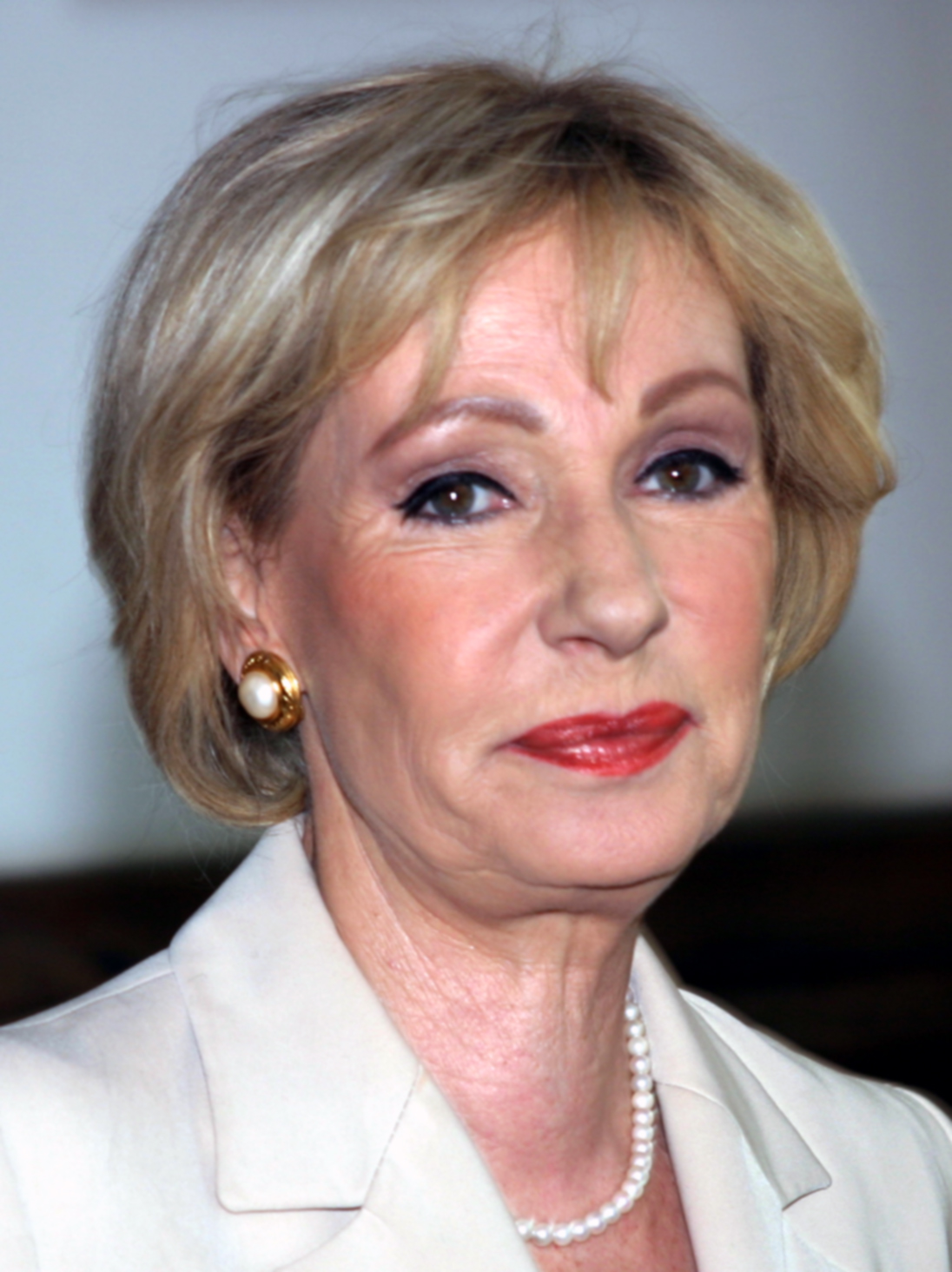
Dagmar Berghoff (2004)

Dagmar Berghoff (* 25. Januar 1943 in Berlin) ist eine deutsche Hörfunk- und Fernsehmoderatorin. Große Bekanntheit erlangte sie ab 1976 als erste Tagesschau-Sprecherin.

## Beruflicher Werdegang
Dagmar Berghoff wurde als Tochter des Kaufmanns Gerhard Berghoff und seiner Frau Irene, geborene Sell, in Berlin geboren. Wegen einer Missbildung der linken Hand fehlen ihr seit der Geburt zwei Finger, weswegen sie von ihrer Mutter abgelehnt wurde. Sie wuchs von 1944 bis 1947 bei einer Tante in Nürnberg auf und kam dann zurück zu den Eltern und ihrem ein Jahr jüngeren Bruder nach Frankfurt an der Oder. Die Familie zog später nach Ahrensburg bei Hamburg, wo sich die manisch-depressive Mutter 1950 selbst tötete. 1957 zogen der Vater und die Kinder nach Hamburg-Marmstorf. Berghoff erlangte 1962 das Abitur am Lyzeum am Soldatenfriedhof. Anschließend verbrachte sie je ein Jahr zum Sprachenstudium in London und Paris und studierte von 1964 bis 1967 Schauspiel an der Hochschule für Musik und Theater Hamburg. Nach ihrer Tätigkeit als Fernsehansagerin, Hörfunksprecherin und Moderatorin beim Südwestfunk in Baden-Baden von 1967 bis 1976 kehrte sie 1976 nach Hamburg zurück und arbeitete für den Norddeutschen Rundfunk.
Am 16. Juni 1976 verlas Berghoff erstmals die Meldungen der Tagesschau in der ARD. Damit war sie die erste Tagesschau-Sprecherin. Nachdem der damalige Chefsprecher, Werner Veigel, seine Tätigkeit aus gesundheitlichen Gründen aufgegeben hatte, war sie vom 25. Januar 1995 bis zum 31. Dezember 1999 Chefsprecherin der Nachrichtensendung.
Während ihrer Tätigkeit beim SWF trat Berghoff auch in Fernsehserien und am Theater auf. 1972 spielte sie eine Nebenrolle in Dieter Wedels dreiteiligem Fernsehfilm Einmal im Leben – Geschichte eines Eigenheims. Während ihrer Zeit als Tagesschau-Sprecherin moderierte sie Musiksendungen wie das ARD-Wunschkonzert (1984–1992) sowie die NDR Talk Show. Sie wurde zweimal (1980 und 1990) mit dem Bambi und 1987 mit der Goldenen Kamera ausgezeichnet.
1983 sprach sie die Kassette Programmieren leicht gemacht – Ein BASIC-Einführungskurs mit Dagmar Berghoff. Von da an lieh sie mehreren Hörbuch-Produktionen ihre Stimme. Sie war außerdem als Synchronsprecherin tätig. Daneben war sie über Jahrzehnte Sprecherin der Philips Jahres-Chronik.
Dass sie für die ab Mitte der 1990er Jahre aufkommenden Auto-Navigationssysteme Fahrtrichtungshinweise gesprochen hat, trifft nicht zu. Allerdings nutzen manche Navigationssysteme die Stimme einer sogenannten Sprachdatenbank, die eine gewisse Ähnlichkeit mit Berghoffs Stimme aufweist.
Nach dem Ausscheiden aus der Tagesschau moderierte sie noch Medienveranstaltungen sowie Sendungen des Hörfunkprogramms NDR 90,3. Im Jahr 2013 war sie in einer Gastrolle in Riskante Entscheidung, einer Folge der ZDF-Fernsehserie Notruf Hafenkante, zu sehen.
Aus Anlass des 40. Jahrestages ihres ersten Auftretens in der Tagesschau verlas Dagmar Berghoff am 16. Juni 2016 noch einmal die Nachrichten in der ARD-Sendung Tagesthemen. 2019 trat sie in der Jubiläumssendung 40 Jahre NDR-Talkshow auf. Im April 2025 trat sie zusammen mit Ulrich Wickert und Jens Riewa der Show 75 Jahre ARD - Die Jubiläumsshow auf.

## „Miss Tagesschau“
Als erste Sprecherin der Tagesschau der ARD wurde Dagmar Berghoff in den Medien oft als „Miss Tagesschau“ tituliert. Im DDR-Fernsehen hatte bereits 1963 erstmals eine Frau die Nachrichten verlesen: Anne-Rose Neumann in der Sendung Aktuelle Kamera. Im ZDF las als erste Frau Wibke Bruhns 1971 in einer Spätausgabe von heute die Nachrichten. Trotzdem ist vor allem Berghoffs Tätigkeit als wegweisend in Erinnerung geblieben.
Als Berghoff sich als Nachrichtensprecherin bewarb, herrschte, wie sie später berichtete, nicht nur bei Tagesschau-Chefsprecher Karl-Heinz Köpcke, sondern auch in Teilen der Öffentlichkeit die Ansicht vor, Frauen könnten keine Nachrichten sprechen, da sie nichts von Politik verstünden und bei Unglücksmeldungen emotional reagierten. Als Feministin sieht sich Berghoff dennoch nicht, „obwohl ich […] eine ziemliche Verantwortung hatte, für diesen Beruf und für die Frauen. Wenn ich versagt hätte, wären wieder jahrelang nur noch Männer […] eingesetzt worden.“
Die Tradition des stets emotionslosen, gleichmäßigen Vortrags Köpckes und Veigels setzte Berghoff nicht fort. Bei traurigen Meldungen empfand sie es als legitim, beispielsweise durch ein kurzes Verzögern eine Gefühlsregung anzudeuten. Eine auf das reine Vorlesen der Nachricht konzentrierte Präsentation ohne Spürenlassen von Betroffenheit und Anteilnahme verhindere, so sagt sie, das Entstehen einer, wenn auch nur sehr kurzen emotionalen Verbindung zwischen dem Berichtenden und den Zuschauern.
Sie galt als professionell agierende, zuverlässige Sprecherin. Ein in einen Lachkrampf mündender Versprecher, bei dem sie 1988 in einer Meldung über ein Match des Tennisspielers Boris Becker statt vom WTC-Turnier von einem WC-Turnier sprach, wurde als Fernsehpanne berühmt.

## Privates

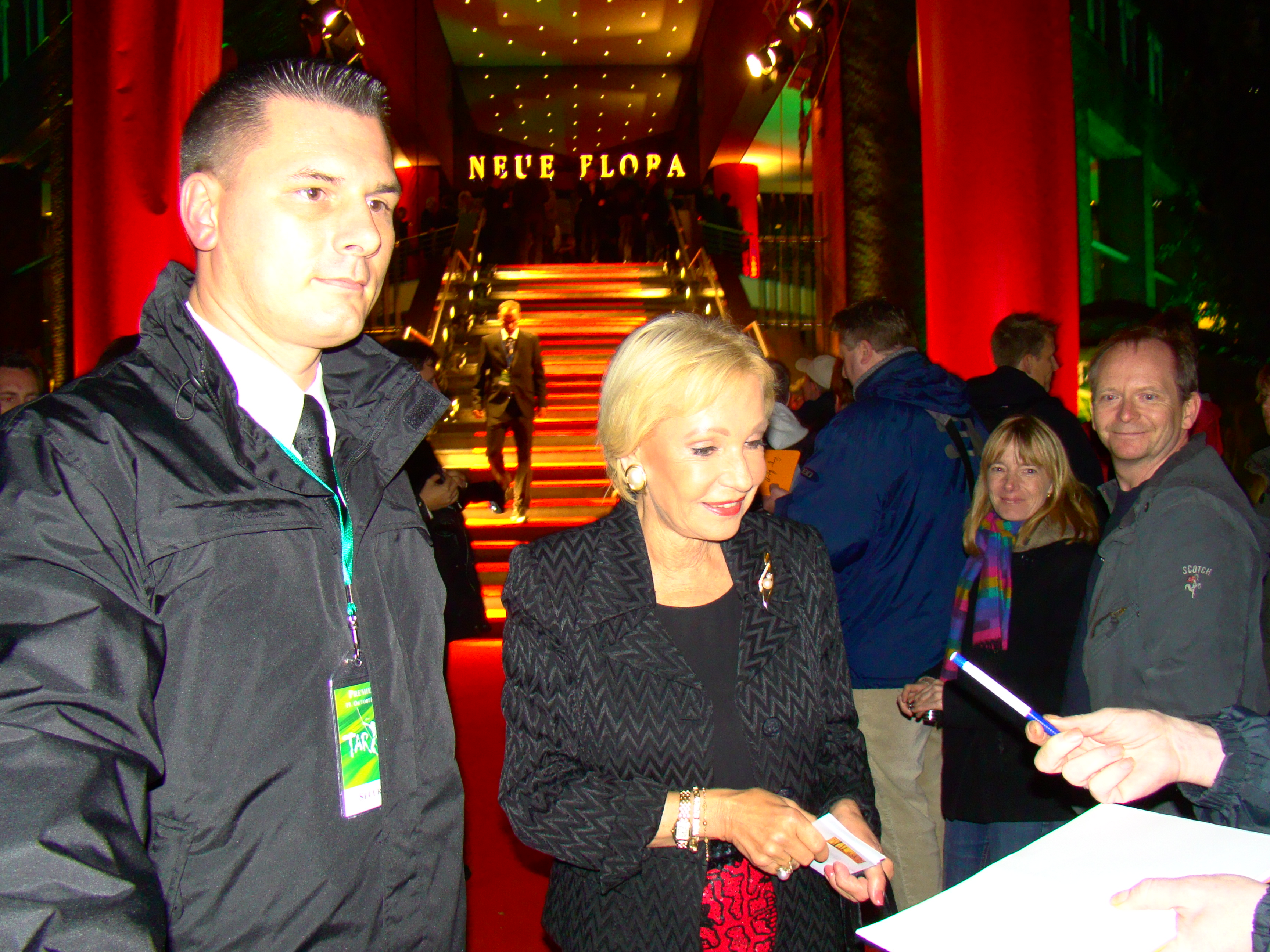
Berghoff gibt am 19. Oktober 2008 nach der Premiere des Disney-Musicals „Tarzan“ in Hamburg Autogramme

Als 18-Jährige war Dagmar Berghoff mit dem späteren CDU-Politiker Volker Rühe liiert. Später führte sie über dreieinhalb Jahre eine Beziehung mit dem Regisseur Dieter Wedel. Am 16. Mai 1991 heiratete sie Peter Matthaes, Privatdozent am Universitätsklinikum Hamburg-Eppendorf und von 1972 bis 1998 Chefarzt der chirurgischen Abteilung des Israelitischen Krankenhauses Hamburg, der im Jahr 2001 starb.
1972 trat Berghoff aus ihrer Kirche aus.
Seit 1997 ist sie Schirmherrin des Kinderhilfswerks terre des hommes. 2008 wurde sie „Senderpatin“ des privaten Thüringer Regionalfernsehenprogramms salve.tv.
Sie lebt in Hamburg-Winterhude und ist Anhängerin des Fußballklubs Hamburger SV.

## Auszeichnungen (Auswahl)
- 1980: Bambi
- 1990: Bambi
- 1987: Goldene Kamera
- 2004: Courage-Preis für ihre Tätigkeit als Schirmherrin von „terre des hommes“

## Werke
- Zeit für mehr. Erinnerungen und Einsichten. (Autobiographie). Langen Müller, München 1999, ISBN 3-7844-2764-2.
- Dagmar Berghoff liest Weihnachtsgeschichten von Theodor Storm. (Hörbuch). Audio-CD 2001, ISBN 3-89882-007-6.
- Zum Weihnachtsfest. Geschichten mit Hintergedanken (ausgewählt von Dagmar Berghoff). Gütersloher Verlagshaus, Gütersloh 2006, ISBN 3-579-07208-0.
- Guten Abend, meine Damen und Herren. Ein Gespräch über die Liebe, das Leben, Glück und die Nachrichten. Hoffmann und Campe, Hamburg 2022, ISBN 978-3-455-01505-8